# Fingerhuthia africana
Fingerhuthia africana är en gräsart som beskrevs av Johann Georg Christian Lehmann. Fingerhuthia africana ingår i släktet Fingerhuthia och familjen gräs. Inga underarter finns listade i Catalogue of Life.